# August Christian Winkler

August Christian Winkler

August Christian Winkler (* 9. Januar 1900 in Köln-Ehrenfeld; † 31. Oktober 1961 in München) war ein deutscher katholischer Verbandsfunktionär und Politiker (Zentrum, später CSU). Er wurde vor allem bekannt als Organisationsleiter in der Verbandsleitung des Katholischen Gesellenvereins in Köln sowie als Mitglied des Reichstages in den Jahren 1930 bis 1933.

## Leben und Wirken
Winkler begann sich bereits als junger Mann in der katholischen Kirche zu engagieren. Er übernahm schließlich den Posten des Organisationsleiters in der Verbandsleitung des Katholischen Gesellenvereins. Außerdem trat Winkler der Zentrums-Partei, von 1871 bis 1933 das Sammelbecken des politischen Katholizismus im Deutschen Reich, bei. Für das Zentrum kandidierte er im September 1930 erfolgreich für den Reichstag. Nachdem sein Mandat in den Reichstagswahlen vom Juli 1932, vom November 1932 und vom März 1933 bestätigt wurde, gehörte er dem Parlament bis 1933 an. Im Zentrum bekleidete Winkler außerdem den Posten des Vorsitzenden des Reichsjugendausschusses seiner Partei.
Gemeinsam mit den übrigen Abgeordneten seiner Fraktion stimmte Winkler für das Ermächtigungsgesetz vom 24. März 1933, das die Gewalt der Legislative auf die Reichsregierung übertrug – d. h. Legislative und Exekutive zusammenlegte – und zusammen mit der Reichstagsbrandverordnung vom Februar 1933 die Grundlage der nationalsozialistischen Diktatur bildete. Am 1. Juli 1933 trat Winkler aus dem Zentrum aus und bemühte sich um einen Hospitantenstatus in der NSDAP. Nach dem Zweiten Weltkrieg arbeitete Winkler als Geschäftsführer des Bayerischen Handwerkskammertages und schloss sich der CSU an, für die er von 1954 bis zu seinem Tode dem Bayerischen Landtag angehörte.